# Municipio de Wright (Minnesota)
El municipio de Wright (en inglés: Wright Township) es un municipio ubicado en el condado de Marshall en el estado estadounidense de Minnesota. En el año 2010 tenía una población de 116 habitantes y una densidad poblacional de 1,24 personas por km².

## Geografía
El municipio de Wright se encuentra ubicado en las coordenadas 48°24′44″N 96°35′2″O / 48.41222, -96.58389. Según la Oficina del Censo de los Estados Unidos, el municipio tiene una superficie total de 93.52 km², de la cual 93,28 km² corresponden a tierra firme y (0,26 %) 0,25 km² es agua.

## Demografía
Según el censo de 2010, había 116 personas residiendo en el municipio de Wright. La densidad de población era de 1,24 hab./km². De los 116 habitantes, el municipio de Wright estaba compuesto por el 100 % blancos. Del total de la población el 0 % eran hispanos o latinos de cualquier raza.